# Like a Prayer (chanson de Mad'House)
Pour l’article homonyme, voir Like a Prayer.
Singles de Mad'House
Holiday
(2002)
Pistes de Absolutely Mad
Holiday
(1) Open Your Heart
Like a Prayer est une chanson du groupe de house français Mad'House sortie le 18 mars 2002 sous le label Universal. La chanson est interprétée par la chanteuse hollandaise d'origine turque Buse Ünlü. 1er single extrait de leur premier album studio Absolutely Mad (2002), la chanson est une reprise de la chanson de Madonna :
Like a Prayer. Cette version est produite par M. Bambi Mukendi et Stéphane Durand, Like a Prayer a rencontré un grand succès en Europe, atteignant la 1re place en Autriche, le top 3 en Suisse, aux Pays-Bas, en Belgique (Flandre et Wallonie compris), la 5e place en France.
Cette version est copiée d'une version pirate sortie sous white label qui reprenait l'acapella de Madonna.

## Liste des pistes
CD-Single
1. Like A Prayer (Radio Edit) - 3:39
2. Like A Prayer (Main Mix) - 4:26
3. Une journée comme les autres - 6:33

## Classement par pays
| Classement (2002)                       | Meilleure position |
| --------------------------------------- | ------------------ |
| Autriche (Ö3 Austria Top 40)            | 1                  |
| Belgique (Flandre Ultratop 50 Singles)  | 2                  |
| Belgique (Wallonie Ultratop 50 Singles) | 3                  |
| Danemark (Tracklisten)                  | 18                 |
| Écosse (OCC)                            | 3                  |
| France (SNEP)                           | 5                  |
| Pays-Bas (Nederlandse Top 40)           | 2                  |
| Royaume-Uni (UK Singles Chart)          | 3                  |
| Suède (Sverigetopplistan)               | 18                 |
| Suisse (Schweizer Hitparade)            | 2                  |